# NGC 4257
NGC 4257 é uma galáxia espiral (Sab) localizada na direcção da constelação de Virgo. Possui uma declinação de +05° 43' 34" e uma ascensão recta de 12 horas, 19 minutos e 06,5 segundos.
A galáxia NGC 4257 foi descoberta em 21 de Abril de 1862 por Heinrich Louis d'Arrest.